# هاري كلارك (لاعب كرة قاعدة)
هاري كلارك (بالإنجليزية: Harry Clarke)‏ هو لاعب كرة قاعدة أمريكي، ولد في 13 يناير 1861 في نيويورك في الولايات المتحدة، وتوفي في 28 أغسطس 1923 في لوس أنجلوس في الولايات المتحدة.

## وصلات خارجية
- هاري كلارك على موقعبيزبول رفرنس.كوم (الدوري الرئيسي) (الإنجليزية)
- هاري كلارك على موقعبيزبول رفرنس.كوم (الدوري الثانوي) (الإنجليزية)
- هاري كلارك على موقع قاعدة بيانات برودواي على الإنترنت (الإنجليزية)